# Big Event Golf
Big Event Golf (ビッグイベントゴルフ?, Biggu Ibento Gorufu) è un videogioco di golf per arcade sviluppato e pubblicato nel 1986 dalla Taito.

## Modalità di gioco
Come nella trilogia di Birdie King (sempre della Taito), per prendere il controllo a Big Event Golf bisogna usare la trackball. La grafica rispetto a quei titoli è più incentrata sul realismo, con i paesaggi visti tridimensionalmente dalle spalle del golfista.
Il giocatore partecipa ad un campionato di golf su di una corsa da diciotto buche. L'obiettivo è quello di vincerlo acquisendo il punteggio più basso possibile. Le regole prevedono di puntare la pallina verso il green e raggiungerlo mediante essa effettuando il minor numero di stroke, facendo attenzione a non farla finire negli ostacoli naturali presenti lungo il percorso. Arrivati al green, la pallina la si deve mandare con precisione dentro la buca. Se il giocatore non riesce ad andare in una buca superando due volte il par, sarà costretto a rinunciarla. In partita viene data ampia scelta alle mazze con cui usare per i tiri; a seconda delle modalità la selezione può essere automatica per i principianti, oppure manuale (premendo l'apposito pulsante) per gli esperti.
Una volta aver ottenuto un par o un valore inferiore di una buca regolare viene dato accesso a una buca "bonus". Dopo aver superato la nona buca viene chiesto di inserire un credito per continuare a giocare, altrimenti la partita stessa finisce in anticipo.

## Accoglienza
In Giappone, la rivista Game Machine elencò Big Event Golf nel numero del 15 aprile 1986 come la terza unità arcade di maggior successo del mese.